# Bylot Sound
Bylot Sound är ett sund i Grönland (Kungariket Danmark).   Det ligger i kommunen Qaasuitsup, i den nordvästra delen av Grönland, 1 500 km nordväst om huvudstaden Nuuk.